# Mártires de Oxford
Os Mártires de Oxford eram protestantes julgados por heresia em 1555 e queimados na estaca em Oxford, Inglaterra, por suas crenças e ensinamentos religiosos, durante a perseguição mariana na Inglaterra.
Os três mártires foram os bispos anglicanos Hugh Latimer, Nicholas Ridley e Thomas Cranmer, arcebispo de Canterbury

## História
Os três foram julgados na Igreja da Universidade de Santa Maria Virgem, a igreja oficial da Universidade de Oxford na High Street. Os homens foram presos na antiga prisão de Bocardo, perto de St Michael, na igreja Northgate (no portão norte das muralhas da cidade), na Cornmarket Street. A porta da cela está em exibição na torre da igreja.
Os homens foram queimados na fogueira do lado de fora das muralhas da cidade, ao norte, onde agora fica a Broad Street. Latimer e Ridley foram queimados em 16 de outubro de 1555. Cranmer foi queimado cinco meses depois, em 21 de março de 1556.
Uma pequena área de paralelepípedos com pedras formando uma cruz no centro da estrada do lado de fora do Balliol College marca o local. O Memorial dos Mártires, em estilo vitoriano, no extremo sul de St Giles ', comemora os eventos. Alega-se que as marcas de queimadura das chamas ainda podem ser vistas nas portas do Balliol College (agora pendurado entre o quadrilátero frontal e o quadrilátero do jardim).

## Galeria

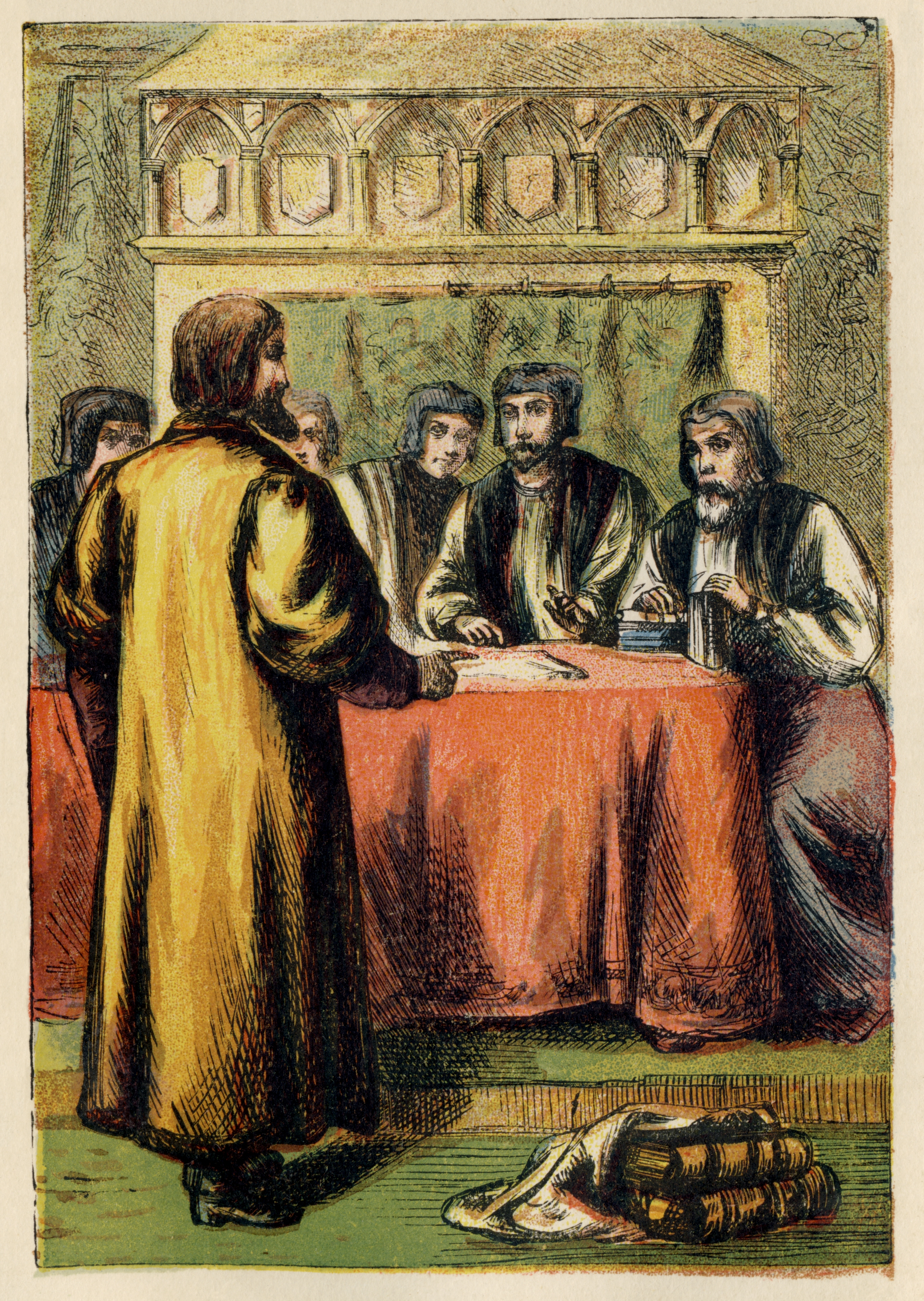
" Latimer antes do Conselho", de uma edição de 1887 de  Livro dos Mártires de Foxe ' ilustrado por Kronheim.
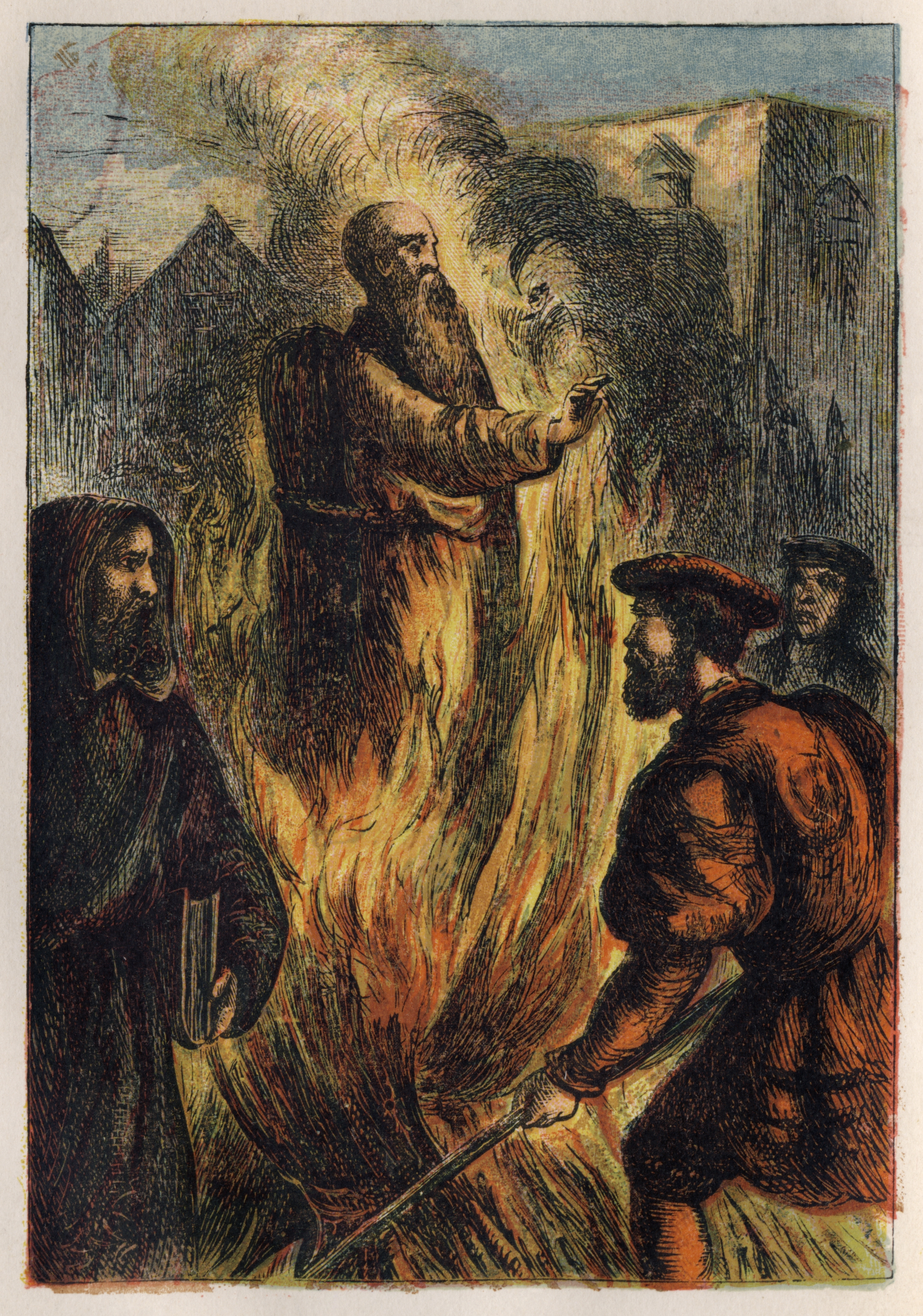
"Morte de  Cranmer", do mesmo.
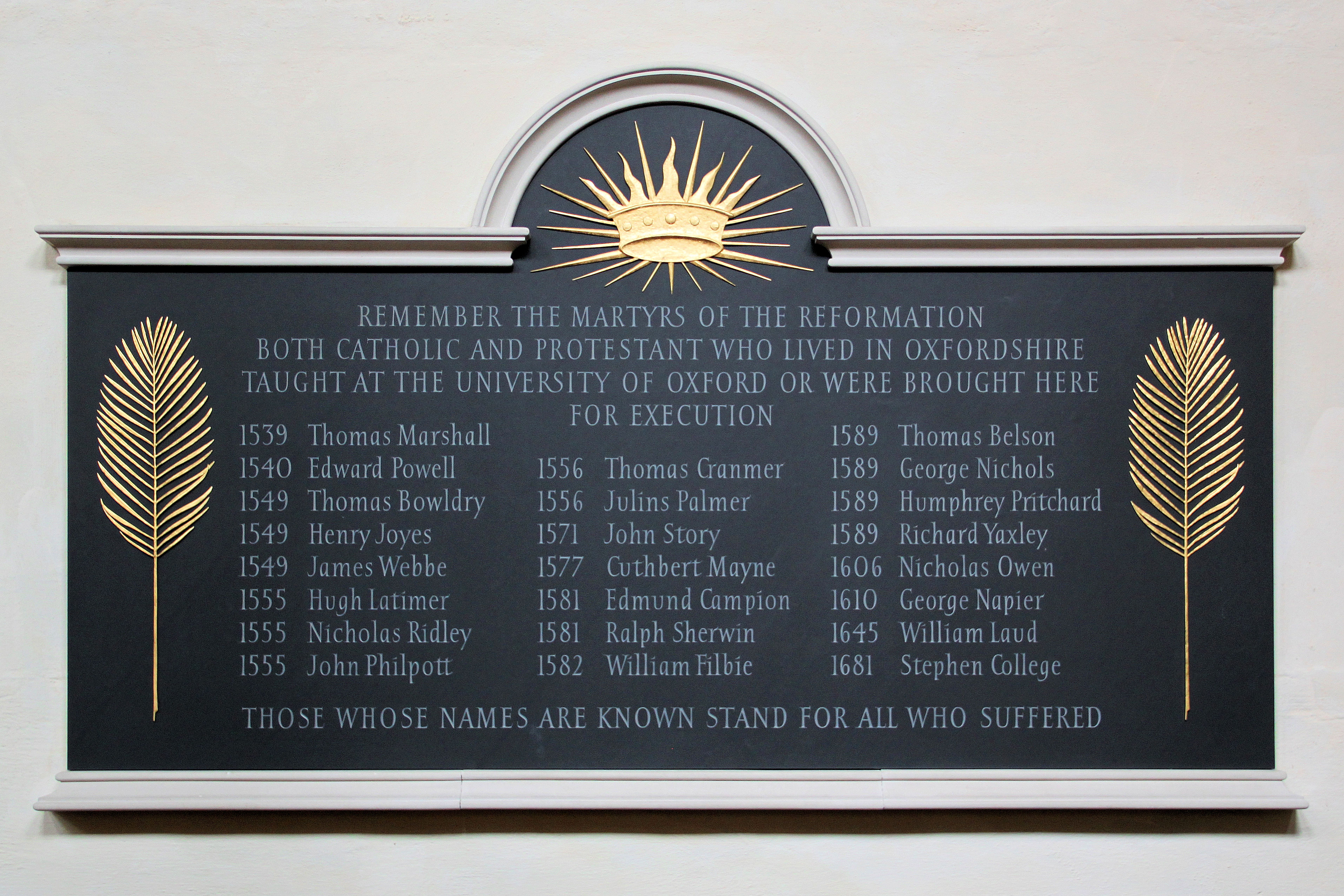
Uma placa memorial, instalada em 2008, para a Reforma dos Mártires, tanto católica quanto protestante que morava em Oxfordshire, ensinou na Universidade de Oxford ou foi levada para Oxford para execução. A placa memorial está afixada na parede norte da Igreja da Universidade de Santa Maria Virgem, em Oxford.